# إلسمي إولر سيلفا كافليكانتي
إلسمي إولر سيلفا كافليكانتي (بالبرتغالية: Elosman Euller Silva Cavalcanti) (4 يناير 1995 في البرازيل – )؛ هو لاعب كرة قدم يلعب كظهير أيسر .

## وصلات خارجية
- إلسمي إولر سيلفا كافليكانتي على موقع رابطة كرة القدم اليابانية للمحترفين (اليابانية)
- إلسمي إولر سيلفا كافليكانتي على موقع قاعدة بيانات كرة القدم.إي يو (الإنجليزية)
- إلسمي إولر سيلفا كافليكانتي على موقع Soccerway.com (الإنجليزية)
- إلسمي إولر سيلفا كافليكانتي على موقع عالم كرة القدم.نت (الإنجليزية)